# Unione Sportiva Palermo 1991-1992
Questa voce raccoglie le informazioni riguardanti l'Unione Sportiva Palermo nelle competizioni ufficiali della stagione 1991-1992.

## Stagione

Il nuovo stemma voluto dal presidente Giovanni Ferrara nel 1991

Nella stagione 1991-1992 è stato adottato e quindi inaugurato, dal presidente Giovanni Ferrara, un nuovo stemma societario del Palermo Calcio: uno scudo rosanero sormontato da un'aquila nell'atto di spiccare il volo.
In estate, prima della Coppa Italia, il 13 agosto 1991, il Palermo ha giocato un'amichevole "di lusso", in casa allo stadio La Favorita, contro il Milan del neo allenatore Fabio Capello e di Ruud Gullit, Frank Rijkaard e Marco van Basten.
La partita, però, terminerà nettamente a sfavore con un risultato clamoroso (0-8).
Appena promosso il Palermo, ha raccolto nel campionato cadetto 35 punti, e dopo un solo anno di Serie B il club rosanero torna in Serie C1 a causa della peggiore classifica avulsa rispetto a Venezia, Taranto e Casertana. La stagione era partita con Enzo Ferrari confermato in panchina, a metà ottobre dopo la sconfitta (2-0) di Pisa, con i rosanero penultimi in classifica a 4 punti, il tecnico della promozione è stato esonerato e sostituito da Gianni Di Marzio, che ha solo sfiorato l'obiettivo stagionale della salvezza.
In Coppa Italia il Palermo elimina nel primo turno il Messina, ma viene eliminata nel secondo turno nel doppio confronto dal Parma, poi vincitore della manifestazione calcistica.

## Divise e sponsor
La maglia era rosanero mentre i calzoncini erano esclusivamente neri.
Per questa stagione lo sponsor ufficiale è Sèleco.

## Organigramma societario
- Presidente: Giovanni Ferrara
- Amministratore delegato: Liborio Polizzi
- Direttore sportivo: Franco Peccenini
- Segretario generale: Silvio Palazzotto
- Allenatore: Enzo Ferrari, poi Gianni Di Marzio

## Calciomercato

### Sessione estiva
| Acquisti | Acquisti     | Acquisti | Acquisti   |
| R.       | Nome         | da       | Modalità   |
| -------- | ------------ | -------- | ---------- |
| A        | Luca Cecconi | Catania  | definitivo |

| Cessioni | Cessioni        | Cessioni | Cessioni   |
| R.       | Nome            | a        | Modalità   |
| -------- | --------------- | -------- | ---------- |
| C        | Donato Cancelli | Acireale | definitivo |

### Sessione autunnale
| Acquisti | Acquisti      | Acquisti | Acquisti   |
| R.       | Nome          | da       | Modalità   |
| -------- | ------------- | -------- | ---------- |
| A        | Giacomo Galli | Barletta | definitivo |

| Cessioni | Cessioni           | Cessioni | Cessioni |
| R.       | Nome               | a        | Modalità |
| -------- | ------------------ | -------- | -------- |
| C        | Davide Campofranco | Savoia   | prestito |

## Risultati

### Serie B

#### Girone di andata
| Arbitro: | Bazzoli (Merano) |

|                |           |              |
| Centofanti 38’ | Marcatori | 73’ M. Rossi |

| Arbitro: | De Angelis (Civitavecchia) |

|                     |           |             |
| Lerda 62’ Nitti 76’ | Marcatori | 43’ Lunerti |

| Arbitro: | Rosica (Roma) |

|           |           |               |
| Biffi 90’ | Marcatori | 64’ Civeriati |

| Arbitro: | Dinelli (Lucca) |

|                |           |  |
| Campilongo 75’ | Marcatori |  |

| Arbitro: | Bettin (Padova) |

|                           |           |              |
| Fioretti 72’ De Vitis 75’ | Marcatori | 15’ De Sensi |

| Arbitro: | Scaramuzza (Mestre) |

|             |           |  |
| Rizzolo 23’ | Marcatori |  |

| Arbitro: | Guidi (Bologna) |

|                      |           |  |
| Simeone 4’ Picci 66’ | Marcatori |  |

| Arbitro: | Merlino (Torre del Greco) |

|                  |           |  |
| Rizzolo 27’, 63’ | Marcatori |  |

| Bologna 27 ottobre 1991 9ª giornata | Bologna                | 0 – 0 | Palermo | Stadio Renato Dall'Ara\| Arbitro: \| Conocchiari (Macerata) \| |
| Arbitro:                            | Conocchiari (Macerata) |       |         |                                                                |

| Arbitro: | Fucci (Salerno) |

|                  |           |          |
| P. Bresciani 52’ | Marcatori | 45’ Lupo |

| Messina 10 novembre 1991 11ª giornata | Messina             | 0 – 0 | Palermo | Stadio Giovanni Celeste\| Arbitro: \| Lo Bello (Siracusa) \| |
| Arbitro:                              | Lo Bello (Siracusa) |       |         |                                                              |

| Arbitro: | Boggi (Salerno) |

|                                    |           |  |
| P. Bresciani 5’ Rizzolo 86’ (rig.) | Marcatori |  |

| Arbitro: | Fabricatore (Roma) |

|                       |           |  |
| Centofanti 12’ (aut.) | Marcatori |  |

| Arbitro: | Quartuccio (Torre Annunziata) |

|                                     |           |                |
| Rizzolo 2’ Centofanti 43’ Biffi 87’ | Marcatori | 58’ Mandorlini |

| Arbitro: | Arena (Ercolano) |

|                                        |           |             |
| Galderisi 45’ (rig.) Franceschetti 71’ | Marcatori | 15’ Rizzolo |

| Arbitro: | Boemo (Cervignano del Friuli) |

|             |           |  |
| Rizzolo 22’ | Marcatori |  |

| Arbitro: | Scaramuzza (Mestre) |

|                                       |           |             |
| Zannoni 34’ Scienza 69’ Ravanelli 72’ | Marcatori | 62’ Rizzolo |

| Arbitro: | Collina (Bologna) |

|                |           |                    |
| Centofanti 66’ | Marcatori | 15’ (aut.) Cecconi |

| Arbitro: | Brignoccoli (Ancona) |

|                |           |             |
| Di Stefano 65’ | Marcatori | 72’ Lunerti |

#### Girone di ritorno
| Arbitro: | Merlino (Torre del Greco) |

|                                                     |           |                          |
| Saurini 32’ Ganz 61’ Favo 72’ (aut.) Quaggiotto 80’ | Marcatori | 18’ Paolucci 91’ Lunerti |

| Arbitro: | Cardona (Milano) |

|                |           |           |
| Centofanti 31’ | Marcatori | 36’ Leoni |

| Arbitro: | Stafoggia (Pesaro) |

|                                |           |                             |
| Simonini 18’, 27’ P. Poggi 66’ | Marcatori | 60’ Modica 79’ P. Bresciani |

| Arbitro: | Cinciripini (Ascoli Piceno) |

|                                |           |  |
| Centofanti 9’, 34’ Rizzolo 86’ | Marcatori |  |

| Arbitro: | De Angelis (Civitavecchia) |

|           |           |                     |
| Modica 5’ | Marcatori | 45’ (rig.) De Vitis |

| Arbitro: | Bettin (Padova) |

|             |           |  |
| Moriero 70’ | Marcatori |  |

| Arbitro: | Fabricatore (Roma) |

|            |           |          |
| Cecconi 7’ | Marcatori | 38’ Zago |

| Arbitro: | Mughetti (Cesena) |

|                        |           |             |
| Pagano 19’ Allegri 49’ | Marcatori | 67’ Rizzolo |

| Arbitro: | Sguizzato (Verona) |

|                       |           |                |
| Biffi 37’ Cecconi 61’ | Marcatori | 45’ Turkyilmaz |

| Arbitro: | Rosica (Roma) |

|           |           |             |
| Ermini 4’ | Marcatori | 43’ Rizzolo |

| Arbitro: | Stafoggia (Pesaro) |

|                           |           |                     |
| Centofanti 76’ Modica 79’ | Marcatori | 53’ (aut.) De Sensi |

| Arbitro: | Boemo (Cervignano del Friuli) |

|             |           |                |
| Dionigi 41’ | Marcatori | 89’ Centofanti |

| Arbitro: | Dinelli (Lucca) |

|              |           |             |
| Paolucci 67’ | Marcatori | 38’ Turrini |

| Arbitro: | Merlino (Torre del Greco) |

|               |           |  |
| Marronaro 55’ | Marcatori |  |

| Arbitro: | Brignoccoli (Ancona) |

|                               |           |  |
| P. Bresciani 47’ De Sensi 54’ | Marcatori |  |

| Arbitro: | Luci (Firenze) |

|                               |           |                  |
| Parpiglia 67’ Bertuccelli 90’ | Marcatori | 26’ P. Bresciani |

| Arbitro: | Stafoggia (Pesaro) |

|                 |           |  |
| P. Bresciani 1’ | Marcatori |  |

| Arbitro: | Fabricatore (Roma) |

|                                 |           |  |
| Biagioni 25’, 60’ F. Marino 51’ | Marcatori |  |

| Arbitro: | Cinciripini (Ascoli Piceno) |

|             |           |  |
| Cecconi 40’ | Marcatori |  |

### Coppa Italia
| Arbitro: | Nicchi (Arezzo) |

|                 |           |  |
| Battistella 85’ | Marcatori |  |

| Arbitro: | Fabricatore (Roma) |

|                                           |           |  |
| Valentini 49’ Centofanti 57’ Paolucci 68’ | Marcatori |  |

| Modena 28 agosto 1991 Secondo turno - Andata | Parma           | 0 – 0 referto | Palermo | Stadio Alberto Braglia\| Arbitro: \| Chiesa (Milano) \| |
| Arbitro:                                     | Chiesa (Milano) |               |         |                                                         |

| Arbitro: | Ceccarini (Livorno) |

|              |           |                      |
| De Sensi 66’ | Marcatori | 1’ Grun 84’ A. Melli |

## Statistiche

### Statistiche dei giocatori
| Giocatore       | Serie B  | Serie B | Coppa Italia | Coppa Italia | Totale   | Totale |
| Giocatore       | Presenze | Reti    | Presenze     | Reti         | Presenze | Reti   |
| --------------- | -------- | ------- | ------------ | ------------ | -------- | ------ |
| R. Biffi        | 36       | 3       | 3            | 0            | 39       | 3      |
| P. Bresciani    | 31       | 6       | 3            | 0            | 34       | 6      |
| F. Bucciarelli  | 22       | 0       | 2            | 0            | 24       | 0      |
| L. Cecconi      | 31       | 3       | 0            | 0            | 31       | 3      |
| F. Centofanti   | 29       | 8       | 4            | 1            | 33       | 9      |
| E.S. Cosentino  | 1        | 0       | 0            | 0            | 1        | 0      |
| P. De Sensi     | 27       | 2       | 3            | 1            | 30       | 3      |
| M. Favo         | 32       | 0       | 3            | 0            | 35       | 0      |
| G. Fragliasso   | 28       | 0       | 1            | 0            | 29       | 0      |
| G. Galli        | 4        | 0       | 0            | 0            | 4        | 0      |
| B. Incarbona    | 26       | 0       | 2            | 0            | 28       | 0      |
| C. Lo Bue       | 0        | 0       | 1            | 0            | 1        | 0      |
| G. Lunerti      | 15       | 3       | 2            | 0            | 17       | 3      |
| G. Modica       | 32       | 3       | 1            | 0            | 33       | 3      |
| S. Paolucci     | 31       | 2       | 2            | 1            | 33       | 3      |
| G. Pocetta      | 18       | 0       | 3            | 0            | 21       | 0      |
| M. Pullo        | 11       | 0       | 3            | 0            | 14       | 0      |
| R. Renzi        | 0        | -0      | 2            | -2           | 2        | -2     |
| A. Rizzolo      | 31       | 11      | 1            | 0            | 32       | 11     |
| S. Strappa      | 10       | 0       | 3            | 0            | 13       | 0      |
| G. Scaglia      | 4        | 0       | 0            | 0            | 4        | 0      |
| G. Taglialatela | 38       | -43     | 2            | -1           | 40       | -44    |
| S. Tarantino    | 2        | 0       | 0            | 0            | 2        | 0      |
| C. Valentini    | 28       | 0       | 3            | 1            | 31       | 1      |